# Batalha de Egospótamo
A batalha naval de Egospótamo teve lugar em 405 a.C., na Grécia, opondo a frota recém-construída de Esparta à de Atenas, com a derrota desta última.
Para contrabalançar o peso da liderança ateniense, a cidade de Esparta formou a Liga do Peloponeso. Estrategicamente, Atenas possuía superioridade marítima, e Esparta, terrestre. Com o apoio do Império Aquemênida, Esparta construiu uma poderosa frota e derrotou os atenienses na batalha de Egospótamo, alcançando a hegemonia do mundo grego.
Sete anos após ter assinado a Paz de Nícias, Atenas decide romper com o tratado.
Com a derrota da sua frota em Egospótamo, Atenas foi cercada por terra e por mar. Após nova vitória, Esparta obrigou os atenienses a destruírem as fortificações da cidade.
Iniciava-se um curto período de hegemonia de Esparta que durou até à sua derrota frente aos Tebanos na batalha de Leuctra (371 a.C.).
Após estas batalhas, aconteceram novos atritos entre Tebanos, Atenienses e Espartanos. O resultado destas guerras foi o enfraquecimento da Grécia, que abriu espaço para Filipe II da Macedónia dominá-la posteriormente,após a batalha de Queroneia.